# Brixlegg
Brixlegg est une commune autrichienne du district de Kufstein dans le Tyrol.

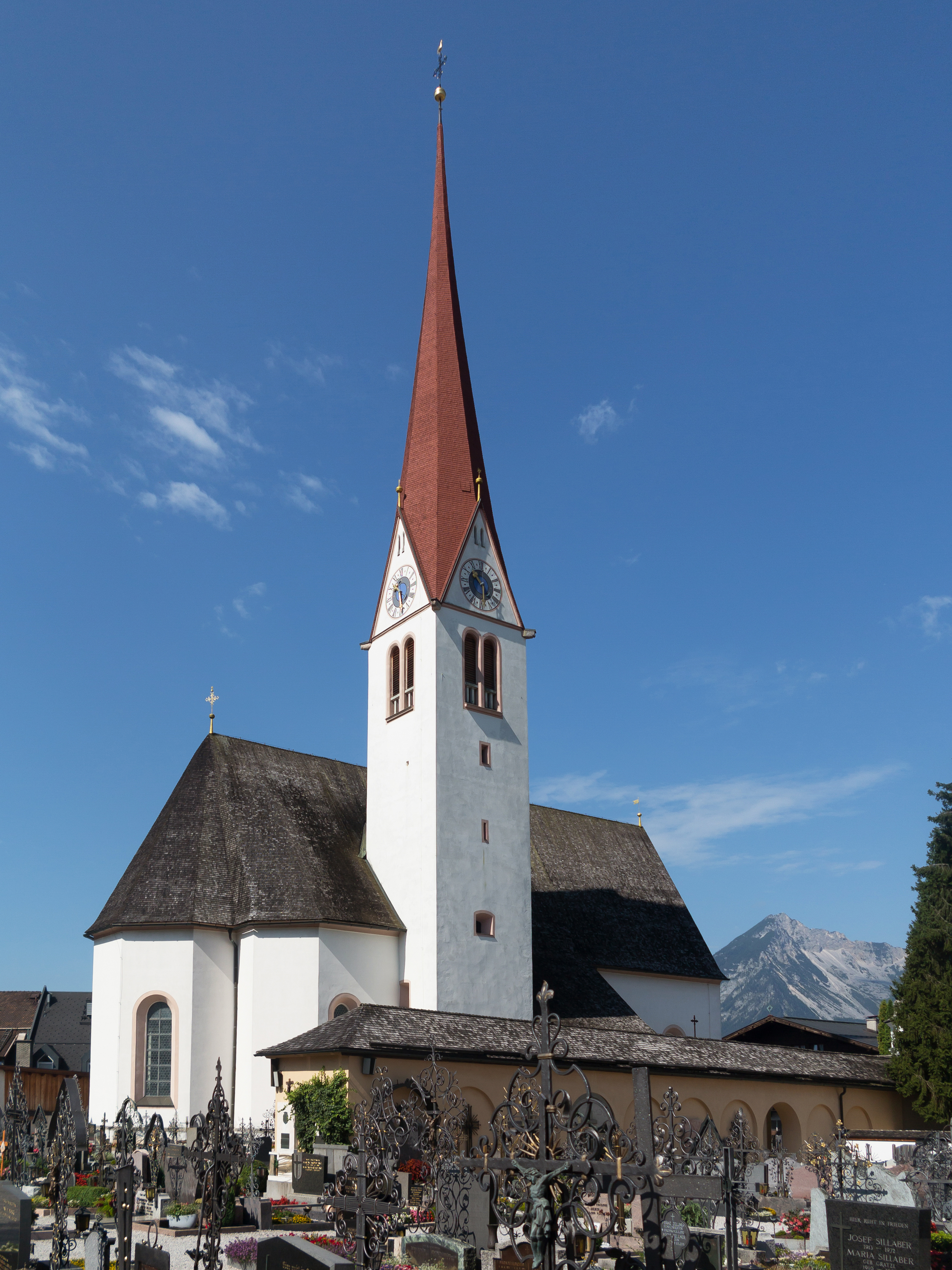
L'église de Brixlegg